# Джеймс Темертей
Дже́ймс (Костянтин) Темерте́й (англ. James Temerty; нар. 3 грудня 1941, с. Стила Кальміуського району Донецької області, УРСР) — громадянин Канади українського походження, підприємець, меценат.

## Історія родини
Темертей Костянтин Ількович народився 3 грудня 1941 року в с. Стила Старобешівського району Донецької області. Його батьки, діти розкуркулених, Раїса Новікова та Ілля Темертей одружилися у 1938 році. Батько Іллі Костянтин був засланий на північ, де він і загинув.
У 1943 році Темертеї були вислані до Німеччини. По дорозі, у місті Кошице (Словаччина), у них народилась донька Людмила, яка згодом стала відомою художницею. Леонід Ліщина згадував:
|  | «Період ісходу з України, що тривав майже рік, був найтяжчим у житті Раїси. Їхали в дощ і сніг. Були постійно в страху. Німці будь-коли могли забрати чоловіків копати окопи чи направляти мости і дороги, а більшовицькі партизани могли постріляти їх. Радянське військо могло оточити, і тоді тим, хто евакуювався, загрожував розстріл або вислання в табори Гулагу. Багатьом це й сталося…». |

Їхали підводами, але німецькі солдати відібрали їх разом з кіньми, а родину повантажили в товарний потяг, який направлявся у Баварію з метою застосування рабської праці. Там пробули до 1945 року, поки не були визволені американськими військами. Два роки перебували у Мюнхенському таборі для переміщених осіб. Потім виїхали до Бельгії. Тут Ілля Темертей працював інженером-гірником в копальнях. Через 50 років в Україні з'явиться збірка віршів Іллі Темертея, де було відображено цю «одіссею» та ностальгію за батьківщиною:

Пам'ятаю молодим Темертеєм

Був я хлопцем вправним, загонистим…

Чоботи мав — ех, чорне золото…

Халяви сажою чищені.

У 1949 р. перебралась до Канади до Монреалю. Мати, Раїса Темертей, працювала вчителем української мови в суботній школі при катедрі святої Софії, пізніше стала її директоркою. Вона була першою вчителькою Костянтина Віктора Перґата, віцепрезидента фірми «Нортланд Павер Інк», який давав нагороди переможцям другого Міжнародного конкурсу з української мови імені Петра Яцика. Присутні на нагородженні почули чисту українську мову, а премія присвячувалась пам'яті Раїси Темертей.

## Освіта та діяльність у Канаді
Джеймс Темертей навчався в університеті Конкордія у Монреалі, де закінчив факультет суспільних наук, вивчав політологію, здобувши ступінь бакалавра гуманітарних наук. Почав свою трудову діяльність у представництві компанії IBM у Монреалі та декількох містах США. Згодом він заснував власну компанію «Комп'ютерленд» із однойменною приватною мережею магазинів. Водночас Темертей стає керівником і власником контрольного пакету акцій однієї з найбільших на Північноамериканському континенті посередницьких фірм, які поширюють програмове забезпечення для персональних комп'ютерів. Компанія має своїх представників у 32 містах США і Канади.
У 1987 р. заснував компанію «Нортланд Павер Інкорпорейтед», спеціалізацією якої є енергозберігаючі ресурси, а у власності компанії перебувають чотири електростанції в Канаді. Компанія «Нортланд Пауер Інкорпорейтед», головою правління якої є Дж. Темертей, має у своєму арсеналі 51 % акцій Дарницької ТЕЦ у м. Києві.
К. Темертей займає активну громадську позицію в Канаді, він очолює Раду директорів Королівського музею м. Онтаріо, Раду директорів «Софтчойз Корпорейшн», є директором та виконувачем обов'язки голови правління «Айрогуйес Феллс Пауер Корпорейшн», директором Канадської фундації психіатричних досліджень, членом адміністративної ради шпиталю «Санні-брук Гелт Саєнс Центр». Бізнесмен був певний час директором Симфонічного оркестру в Торонто, фінансово забезпечивши його існування. І це не всі посади в діловому світі Канади та Америки. Філантроп має багато нагород і серед них — Орден Канади.
У 1968 році Костянтин Темертей одружився з Луїзою Арканд, вони мають двох дочок — Меліссу та Лею.
24 вересня 2020 — український канадець Джеймс Темертей і його родина подарували Університету Торонто 250 мільйонів доларів — це найбільший меценатський дар в історії країни. Гроші, які він цього разу дарує університету, мають закріпити торонтське лідерство у сфері штучного інтелекту в медицині. Факультет відтепер і довічно називатиметься Temerty Faculty of Medicine. Окрема програма має допомогти і українським студентам.

## Діяльність в Україні
К. Темертей належить до когорти найбільших українських меценатів сучасності. Петро Яцик запропонував йому стати членом Ліги українських меценатів, а також він став директором його Освітньої фундації, допоки не заснував власну. Канадський підприємець є членом Консультативної ради з питань іноземних інвестицій при Президентові України. Також він очолював комітет і фінансував урочистості, пов'язані із святкуванням 100-річного ювілею переселення перших українців до Канади.
В Канаді Костянтином Темертеєм реалізовано ряд проєктів:
- Влаштував виставку коштовностей «Золото скіфів із стародавньої України» в Королівському музеї м. Онтаріо.
- Фінансував видання українських книг, зокрема яскравого подарункового видання «Кобзаря» Т. Шевченка.
- Англійською мовою видано «Атлас мінеральних ресурсів України». Метою видання стало бажання показати читачам багатство України з метою інвестицій. Цей атлас видано й українською мовою за фінансування Сергія Тарути.
- К. Темертей був фундатором Бізнес-школи при Києво-Могилянській академії і очолив її. Для цього залучив також інших бізнесменів та кваліфікованих викладачів.
- Фінансував проєкти Канадського фонду «Дітям Чорнобиля», серед них програму «Допоможи нам допомогти дітям». Ця програма має за мету покращення рівня життя дітей, які перебувають у дитячих закладах. Для понад 2 тис. дітей з різних областей України організували літні та зимові табори в карпатському селищі Ворохта.[2]
- Дж. Темертей під час Помаранчевої революції та президентських виборів 2004 року очолював кампанії зі збору фондів для діяльності спостерігачів за українськими виборами і надав допомогу 500 спостерігачам.
- У 2007 році засновано благодійну програму «Дитяча Лікарня майбутнього». Джеймс Темертей увійшов до складу Опікунської ради.[5] На цей проєкт меценат виділив 1 млн дол.[6]
- У листопаді 2008 К. Темертей влаштував у Королівському музеї Онтаріо виставку «Прадавня Україна: загадка Трипільської культури». Співорганізаторами виставки у 2005 році були Віктор Ющенко, Посольство України в Канаді, Національний історичний музей України та Інститут археології НАН України. Для виставки підготували текст англійською мовою.[7]

|  | «Вони відкриють для себе те, що з великими зусиллями було знайдено на археологічних майданчиках Трипілля… Вони побачать, що трипільці досягли визначних успіхів у виробництві чудового керамічного посуду й ознайомляться зі свідченнями їх релігійних та космогонічних поглядів, – пишуть у буклетах організатори виставки. – Вони дізнаються про те, чим найбільше стали знамениті люди трипільської доби – незвичайними величезними поселеннями – абсолютно невідомим явищем, відкритим лише в сімдесятих роках минулого сторіччя. Це захоплююче відкриття охарактеризувало трипільців як зодчих, котрі першими створили на території Європи агломерації, які нагадують сучасні міста. Відвідувачі полишатимуть виставку із почуттям глибокої поваги до цієї гілки наших предків неолітичної доби…».(Дж. Темертей) |

- 4 травня 2010 року Джеймса-Костянтина Темертея призначили головою Консультативної ради Конґресу Українців Канади (КУК)[3].

## Нагороди і звання
- Орден Христа Спасителя (2005, від Святійшого Патріарха Київського та всієї Руси-України Філарета,
- Орден «За заслуги» III ступеня (2006) — за вагомий особистий внесок у зміцнення міжнародного авторитету України, популяризацію історичних та сучасних надбань українського народу, активну участь у житті закордонної української громади[8]
- Член ордена Канади,
- Орден князя Ярослава Мудрого V ступеня (2015) — за вагомий особистий внесок у зміцнення міжнародного авторитету Української держави, популяризацію її історичної спадщини і сучасних надбань та з нагоди 24-ї річниці незалежності України[9].
- Почесний громадянин Львова (5 травня 2018) — за визначний внесок у розвиток культурно-просвітницького простору міста, виняткову благодійну діяльність у сфері допомоги українським дітям, полум'яну й діяльну любов до землі своїх батьків і підвищення авторитету міста на національному й міжнародному рівнях[10].
- Премія Тризуб за громадське лідерство (2019, разом з дружиною Луїзою)[11].
- Джеймс та Луїза Темертей визнані філантропами року 2021 після їхнього історичного (найбільшого в історії Канади) дарунку $250 млн на користь медичного факультету їхнього імені Торонтського університету[12]
- Орден князя Ярослава Мудрого IV ступеня (23 серпня 2021) — за вагомий особистий внесок у розвиток міждержавного співробітництва, зміцнення міжнародного авторитету України, популяризацію її історико-культурної спадщини[13]
- 3 грудня 2022 інтродукований до Канадської алеї слави яко меценат та Національний герой Канади[14].